# Píla (district de Žarnovica)
Píla (allemand : Paulisch bei Heiligengran, hongrois : Dóczyfűrésze) est un village de Slovaquie situé dans la région de Banská Bystrica.

## Histoire
Première mention écrite du village en 1534.

## Démographie

### Évolution de la population
| Année:               | 1994. | 2004.    | 2014.   | 2024.   |
| -------------------- | ----- | -------- | ------- | ------- |
| Nombre de personnes: | 175   | 146      | 142     | 130     |
| Différence:          |       | -16,57 % | -2,73 % | -8,45 % |

| Année:               | 2023. | 2024.   |
| -------------------- | ----- | ------- |
| Nombre de personnes: | 126   | 130     |
| Différence:          |       | +3,17 % |